# TBS (телеканал)
TBS (первоначально аббревиатура от Turner Broadcasting System) — американский платный телеканал, принадлежащий Warner Bros. Discovery. Транслирует разнообразные программы, хотя упор сделан на комедии и отдельные спортивные соревнования, включая бейсбол (Major League Baseball) и баскетбол (мужской баскетбольный турнир NCAA). К сентябрю 2018 году из американских домохозяйств, подписанных на платные телеканалы, на канал TBS было подписанно 90 391 000 американских семейств.
Компания TBS была создана 17 декабря 1976 года как национальный канал независимой телевизионной станции WTCG компании Turner в Атланте, Джорджия. Решение начать предлагать WTCG через спутник абонентам кабельного и спутникового телевидения по всей территории США превратило небольшую станцию в первую национально распространенную «суперстанцию».

## История

### Ранние годы
1 сентября 1967 года в Атланте под позывным сигналом WJRJ-TV на ультравысокой частоте канала 17 начала работу новая телестанция, контролируемая владельцем местных компаний платного телевидения Atlanta Telemeter Inc. и Home Theaters of Georgia Inc. Джеком М. Райсом-младшим через Rice Broadcasting. Он построил массивную самонесущую башню высотой в 1 031 фут, позже названную Turner Broadcasting tower, являвшуюся тогда самым высоким когда-либо построенным отдельностоящим соорудением Атланты. Высота башни усиливала сигнал 17 канала и помогала вещанию в эпоху УКЧ, ибо телевизоры той эпохи имели тюнеры с низкой чувствительностью и некачественные антенны. WJRJ была первой независимой станцией в городе со времён закрытия WQXI-TV 31 мая 1955 года, но при этом работала с ограниченным бюджетом и программной сеткой из повторяющихся сериалов (такие как Father Knows Best, The Danny Thomas Show, The Adventures of Ozzie and Harriet and The Rifleman), старых фильмов и 15-минутных новостей.
В июле 1969 года Rice Broadcasting договорилась о слиянии с Turner Communications Corporation Теда Тёрнера, который помимо рекламного бизнеса своего отца вышел на радиорынок юга США (радиостанции в теннессийском Чаттануге (WGOW), южнокаролинском Чарльстоне (WTMA-AM-FM, нынешнее WSSX-FM) и флоридском Джексонвиле (WMBR, нынешнее WBOB). По условиям сделки Райс приобретает на бирже компанию Тёрнера, но берёт её название с учётом получения Тёрнером 75 % акций объединённой компании и 48,2 % акций на бирже (получив 1,2 млн акций Rice на сумму в 3 млн долл). 10 декабря федеральная комиссия по связи дала разрешение на проведение сделки, и Тэд Тёрнер получи свой первый телевизионный актив. В январе 1970 годы произошла замена позывных телеканала на WTCG (официально означала We’re Turner Communications Group, хотя в рекламе использовался слоган «Watch This Channel Grow»). Формально смена владельца произошла 6 апреля, когда Тёрнер был назначен лицензиатом.